# دينيس تيتو
دينيس تيتو (بالإنجليزية: Dennis Tito)‏ (و. 1940 – م) هو رائد أعمال، ورائد فضاء من الولايات المتحدة الأمريكية. و هو أول سائح فضاء يمول رحلته الخاصة إلى الفضاء. ولد في كوينز .

## ريادة الفضاء
شارك في المهمات الفضائية:
- Soyuz TM-31
- Soyuz TM-32.

## التعليم
تعلم في جامعة نيويورك، وRensselaer Polytechnic Institute، وNew York University Tandon School of Engineering